# Måns Westfelt
Måns Gerhard Carlsson Westfelt, född 16 juli 1928 i Stockholm, död 26 februari 2015 i Stockholm, var en svensk skådespelare.

## Biografi
Westfelt var son till violinisten Carl Westfelt och pianisten Greta Sundling. Han började spela teater under gymnasietiden vid Norra Latin, bland annat i uppsättningar som man gjorde i samarbete med flickläroverket vid Sveaplan (med Gunvor Pontén bland andra) och där han också mötte sin blivande hustru Elsa Prawitz. Han antogs till Dramatens elevskola där han studerade 1949–1951, och engagerades därefter på Dramaten. Mellan 1955 och 1959 var han anställd vid Helsingborgs stadsteater och från 1959 fram till den så kallade manifeststriden i början av 1980-talet vid Göteborgs stadsteater. Efter striden 1983 flyttade Westfelt, och delar av den konstnärliga personalen, som ställt sig bakom manifestet, till Folkteatern i Gävle där han stannade till 1984. Westfelt arbetade därefter på Stockholms stadsteater 1984–1994 och på Dramaten 1994–1996. 
Han gjorde en större filmroll som Nils Sture i Karin Månsdotter (1954), och regisserade även bland annat dramatiseringen av Carl Jonas Love Almqvists Det går an för TV 1976, efter Stadsteaterns uppsättning 1975.
På Göteborgs stadsteater spelade Måns Westfelt, under 24 år, i mängder av huvudroller och roller.
På nämnda teater medverkade t.ex. Westfelt i trilogin: Flotten, Hemmet & Sandlådan, 1967-70.
Den första skrevs av Kent Andersson och de andra två skrev Andersson tillsammans med Bengt Bratt.
Dessa pjäser kom att kallas gruppteaterföreställningar och Göteborgs stadsteater blev scen för en ny era och en arbetsprocess som då, för första gången, prövas konsekvent på en institutionsteater.
Ensemblen tog gemensamt ansvar för produktion och texten arbetades fram under repetitionsarbetet. Regissör var skådespelaren Lennart Hjulström. Westfelt medverkade i andra uppmärksammade produktioner såsom i rollen som Armfeldt i  "Gustav III", också den i regi av Lennart Hjulström (liksom trilogin) och med Sven Wollter i huvudrollen.
Han var skådespelare i många uppmärksammade uppsättningar av regissören Ralf Långbacka såsom: "Herr Puntila och hans dräng Matti", Onkel Vanja", "Den kaukasiska kritcirkeln", "Heliga Johanna från slakthusen" och många fler.
Westfelt regisserade vid flera tillfällen på Göteborgs stadsteater, t.ex: "Det går an" av C. J. L. Almqvist & "Purpurgreven" av samme författare. Måns Westfelt medverkade i ca 150 radioteaterföreställningar under sin livstid och i otaliga uppläsningar på P1. I kulturprogrammet " Dan före dan", med Gunnar Bohlin och Karsten Thurfjell, (som sänds varje uppesittarkväll i P1) kunde man under många år höra Westfelt läsa texter och dikter.
Westfelt hade till karaktären en diskret stämma och stack sällan ut eller gjorde större väsen av sig, och gjorde därför ofta allvarliga och nedtonade roller som exempelvis den hemsökte prästen i TV-serien Sjätte dagen från 1999–2001 eller högdragna aristokratiska figurer som hovmarskalken i Lars Molins Kunglig toilette från 1986. Han gestaltade även diaboliska figurer som exempelvis syster Gunnel i TV-versionen av Hemmet från 1972, terroristledare i Roland Hassel-filmen Terrorns finger från 1989 eller Doktor Deo i TV-serien Kenny Starfighter från 1997.
Han var gift första gången 1951–1955 med skådespelaren Elsa Prawitz och andra gången från 1955 med Dagmar Grefberg (1929–2012), dotter till kontraktsprosten Hugo Grefberg och gymnastikdirektören Svea Jerdén. I andra äktenskapet hade han barnen Petter (född 1956) och Johanna (född 1959).

## Filmografi (urval)
- 1952 – Under Södra korset
- 1954 – Herr Arnes penningar
- 1954 – Karin Månsdotter
- 1957 – En drömmares vandring
- 1966 – Adamsson i Sverige
- 1972 – Dela lika (TV-serie)
- 1974 – Förr visste jag precis (TV-serie)
- 1975 – Gyllene år (TV-serie)
- 1975 – Jourhavande (TV-serie)
- 1976 – Raskens (TV-serie)
- 1981 – Tuppen
- 1981 – Kallocain (TV-serie)
- 1986 – På liv och död
- 1986 – Sammansvärjningen (TV-serie)
- 1986 – Kunglig toilette (TV-film)
- 1987 – Varuhuset (TV-serie)
- 1988 – Träpatronerna (TV-serie)
- 1989 – Ömheten
- 1989 – Hassel – Terrorns finger
- 1989 – Sparvöga (TV-serie)
- 1989 – Tre kärlekar (TV-serie)
- 1990 – Kära farmor (TV-serie)
- 1991 – Agnes Cecilia – en sällsam historia
- 1992 – Rederiet (TV-serie) (gästroll)
- 1994 – Zorn
- 1995 – Vita lögner
- 1997 – Kenny Starfighter (TV-serie)
- 1998 – Lithivm
- 1998 – Glasblåsarns barn
- 1999 – Magnetisörens femte vinter
- 1999 – Sjätte dagen (TV-serie)
- 2003 – Talismanen (TV-serie)
- 2005 – Kvalster (TV-serie)
- 2006 – Hem till byn (TV-serie) (gästroll)
- 2010 – Den fördömde
- 2012 – Cockpit
- 2013 – Rosor, kyssar och döden

## Teater

### Roller (ej komplett)
| År   | Roll                                                            | Produktion                                                            | Regi                        | Teater                   |
| ---- | --------------------------------------------------------------- | --------------------------------------------------------------------- | --------------------------- | ------------------------ |
| 1941 | Gesällen                                                        | Christina August Strindberg                                           | Per-Axel Branner            | Nya Teatern              |
| 1946 | Sterling Brown                                                  | Pat regerar Jerome Chodorov och Joseph Fields                         | Håkan Westergren            | Blancheteatern           |
| 1950 | Junker Olof                                                     | Ljungby horn Frans Hedberg                                            | Carl-Henrik Fant            | Dramaten                 |
| 1950 | Nils Sture                                                      | Erik XIV August Strindberg                                            | Alf Sjöberg                 | Dramaten                 |
| 1950 | Bud                                                             | En radiobragd Charlotte Chorpenning                                   | Arne Ragneborn              | Dramaten                 |
| 1951 | Richard, konstnär Betjänten Charles Gustav, student Herr Martin | Amorina Carl Jonas Love Almqvist                                      | Alf Sjöberg                 | Dramaten                 |
| 1951 | Greven                                                          | Diamanten Friedrich Hebbel                                            | Rune Carlsten               | Dramaten                 |
| 1951 | Kören: Den kräftsjuke                                           | Simon trollkarlen Tore Zetterholm                                     | Arne Ragneborn              | Dramaten                 |
| 1952 | En rättsnotarie                                                 | De vises sten Pär Lagerkvist                                          | Alf Sjöberg                 | Dramaten                 |
| 1952 | Skräddar Knut                                                   | Harlekino och Harlekina Else Fisher                                   | Kurt-Olof Sundström         | Dramaten                 |
| 1955 | Adam Albert von Neipperg                                        | Madame Sans-Gêne Victorien Sardou och Émile Moreau                    | Johan Falck                 | Helsingborgs stadsteater |
| 1955 | Henry Moon                                                      | Måndagsäventyr John Boynton Priestley                                 | Gunnar Ekström              | Helsingborgs stadsteater |
| 1955 | Moritz Szeps                                                    | Mayerlingdramat Maxwell Anderson                                      | Johan Falck                 | Helsingborgs stadsteater |
| 1955 | John Worthing                                                   | Mister Ernest Oscar Wilde                                             | Leo Golowin                 | Helsingborgs stadsteater |
| 1955 | Kapten McLean                                                   | Thehuset Augustimånen John Patrick                                    | Stig Olin                   | Helsingborgs stadsteater |
| 1956 | Esteban                                                         | El Matador Leslie Stevens                                             | Johan Falck                 | Helsingborgs stadsteater |
| 1956 | Gaston Rieux                                                    | Kameliadamen Alexandre Dumas den yngre                                | Johan Falck                 | Helsingborgs stadsteater |
| 1956 | Pinchet                                                         | Gröna fracken Gaston Arman de Caillavet och Robert de Flers           | Johan Falck                 | Helsingborgs stadsteater |
| 1956 | Popen                                                           | Balladen om ingen Johannes W. Klefisch                                | Johan Falck                 | Helsingborgs stadsteater |
| 1956 | Henrik                                                          | Sällskapslek Erland Josephson                                         | Gunnar Ekström              | Helsingborgs stadsteater |
| 1957 | Holger                                                          | Kärlekskvarett (Die hellgelben Handschuhe) Willi Kollo                | Åke Engfeldt                | Helsingborgs stadsteater |
| 1957 | Greve Almvaviva                                                 | Barberaren i Sevilla Pierre de Beaumarchais                           | Johan Falck                 | Helsingborgs stadsteater |
| 1957 | Hans von Degerfelt                                              | Ett brott Sigfrid Siwertz                                             | Johan Falck                 | Helsingborgs stadsteater |
| 1957 | Kommissarie Lord                                                | Spindelnätet Agatha Christie                                          | Eva Sköld                   | Helsingborgs stadsteater |
| 1957 | Joey                                                            | Ut med narren! J.B. Priestley                                         | Johan Falck                 | Helsingborgs stadsteater |
| 1957 | Raoul Kessler                                                   | Brott i sol Staffan Tjerneld                                          | Bertil Norström             | Helsingborgs stadsteater |
| 1957 | Greve Svante Puke                                               | Nationalmonumentet Tor Hedberg                                        | Rolf Carlsten               | Helsingborgs stadsteater |
| 1957 | Majoren                                                         | Pariserliv Jacques Offenbach, Henri Meilhac och Ludovic Halévy        | Soini Wallenius             | Helsingborgs stadsteater |
| 1958 | Richard av Beauchamp                                            | Sankta Johanna George Bernard Shaw                                    | Johan Falck                 | Helsingborgs stadsteater |
| 1958 | Charles Stratton                                                | Vid skilda bord Terence Rattigan                                      | Åke Engfeldt                | Helsingborgs stadsteater |
| 1958 | Greve Almaviva                                                  | Figaros bröllop eller Den uppochnervända dagen Pierre de Beaumarchais | Johan Falck                 | Helsingborgs stadsteater |
| 1958 | David Hoylake Johnston                                          | Vad vet mamma om kärlek William Douglas-Home                          | Åke Engfeldt                | Helsingborgs stadsteater |
| 1958 | Mackie                                                          | Tolvskillingsoperan Bertolt Brecht och Kurt Weill                     | Johan Falck                 | Helsingborgs stadsteater |
| 1958 | Han                                                             | Farväl till kärleken: Flickan från fjärran Herbert Grevenius          | Johan Falck                 | Helsingborgs stadsteater |
| 1958 | Georges Flower                                                  | Auguste Raymond Castans                                               | Lennart Olsson              | Helsingborgs stadsteater |
| 1959 | Tranio                                                          | Så tuktas en argbigga William Shakespeare                             | Johan Falck Edvin Adolphson | Helsingborgs stadsteater |
| 1959 | Soldat 1                                                        | Romanoff och Julia Peter Ustinov                                      | Lennart Olsson              | Helsingborgs stadsteater |
| 1959 | Ferdinand von Rommer                                            | Levande ljus Siegfried Geyer, Robert Katscher och Karl Farkas         | Åke Engfeldt                | Helsingborgs stadsteater |
| 1959 | Juryman 8                                                       | Tolv edsvurna män Reginald Rose                                       | Johan Falck                 | Helsingborgs stadsteater |
| 1959 |                                                                 | Ljuva ungdomstid Eugene O'Neill                                       | Sam Besekow                 | Göteborgs stadsteater    |
| 1959 |                                                                 | Besök av gammal dam Friedrich Dürrenmatt                              | Johan Falck                 | Göteborgs stadsteater    |
| 1959 |                                                                 | Fullmakten Nikolaj Erdman                                             | Ernst Günther               | Göteborgs stadsteater    |
| 1960 |                                                                 | Att och att icke Bo Sköld                                             | Lars Engström               | Göteborgs stadsteater    |
| 1963 | Lawrence Shannon                                                | Iguanans natt Tennessee Williams                                      | Yngve Nordwall              | Göteborgs stadsteater    |
| 1963 | Mannen från Bellac                                              | Apollon från Bellac Jean Giraudoux                                    | Herman Ahlsell              | Göteborgs stadsteater    |
| 1984 |                                                                 | Makten och ärligheten Lars Forssell                                   | Peter Oskarson              | Folkteatern i Gävleborg  |
| 1985 | Filippo                                                         | Sommarnöjet Carlo Goldoni                                             | Göran O Eriksson            | Stockholms stadsteater   |
| 1986 | John Gower Presentatör                                          | Perikles William Shakespeare                                          | Eva Ultz                    | Stockholms stadsteater   |
| 1987 | Pastorn                                                         | Kurage och hennes barn Bertolt Brecht                                 | Ragnar Lyth                 | Stockholms stadsteater   |
| 1991 | Fredrik Den blinde                                              | Minns du den stad Per Anders Fogelström                               | Johan Bergenstråhle         | Stockholms stadsteater   |
| 1994 | Officeren Fadern                                                | Ett drömspel August Strindberg                                        | Robert Lepage               | Dramaten                 |
| 2011 |                                                                 | Bli en dåre Kia Berglund                                              | Kia Berglund                | Teater Giljotin          |

## Bilder

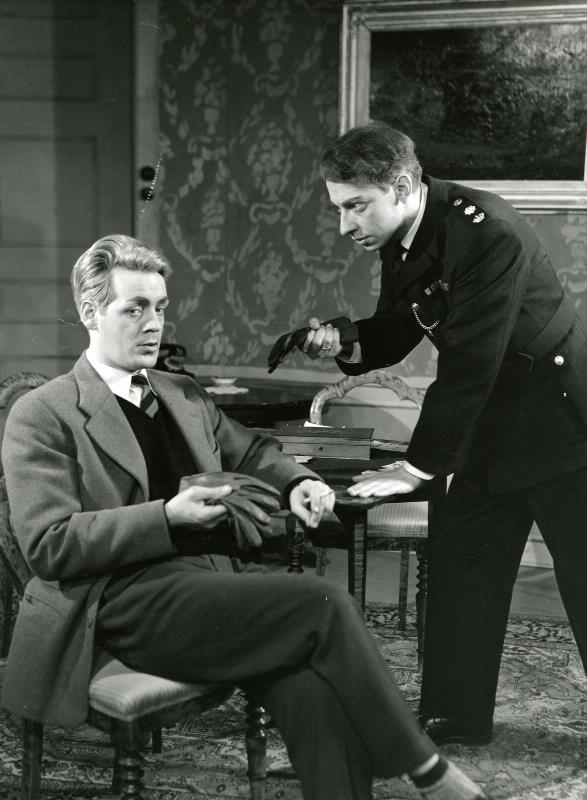
Carl-Erik Boström och Måns Westfelt i Spindelnätet på Helsingborgs stadsteater 1957.

### Fotnoter
1. ↑  Sveriges befolkning 1990, CD-ROM, Version 1.00, Riksarkivet (2011).
2. 1 2  WESTFELT, MÅNS G C, skådespelare, Gbg i Vem är Vem? / Götaland utom Skåne, Halland, Blekinge 1965 / s 1114.
3. ↑  Norra begravningsplatsen, kvarter 10C, gravnummer 143 på Hittragraven.se. Åtkomst 26 januari 2013.
4. ↑  ”Kristina”. Musik- och Teaterbiblioteket. https://calmview.musikverk.se/CalmView/Record.aspx?src=CalmView.Performance&id=PERF13906&pos=783. Läst 3 mars 2025.
5. ↑  ”Pat regerar”. Musikverket. http://calmview.musikverk.se/CalmView/Record.aspx?src=CalmView.Performance&id=PERF22231&pos=139. Läst 24 april 2016.
6. ↑  ”Théhuset i Hälsingborg”. Dagens Nyheter:  s. 10. 30 december 1955. http://arkivet.dn.se/arkivet/tidning/1955-12-30/353/10. Läst 22 augusti 2015.
7. ↑  Ingvar Holm (16 februari 1957). ”Barberaren i Sevilla”. Dagens Nyheter:  s. 10. http://arkivet.dn.se/arkivet/tidning/1957-02-16/46/10. Läst 31 augusti 2015.
8. ↑  ”Scenförändringar: Jubileum i Göteborg”. Dagens Nyheter:  s. 15. 21 augusti 1959. https://arkivet.dn.se/tidning/1959-08-21/225/15. Läst 26 september 2020.
9. ↑  ”Scenförändringar: Dürrenmatt och Delaney”. Dagens Nyheter:  s. 16. 30 september 1959. https://arkivet.dn.se/tidning/1959-09-30/265/16. Läst 26 september 2020.
10. ↑  ”Fullmakten, 1980”. Göteborgs stadsmuseum. Arkiverad från originalet den 12 april 2016. https://web.archive.org/web/20160412112117/http://62.88.129.39/carlotta/web/object/823775. Läst 31 mars 2016.
11. ↑  ”Nöjesnytt”. Dagens Nyheter:  s. 9. 10 augusti 1960. https://arkivet.dn.se/tidning/1960-08-10/215/9. Läst 26 september 2020.
12. 1 2  Ebbe Linde (25 januari 1963). ”Iguananatten omigen”. Dagens Nyheter:  s. 11. https://arkivet.dn.se/tidning/1963-01-26/25/11. Läst 26 september 2020.
13. ↑  Susann Marko (5 juni 1984). ”Soppa på en spik”. Dagens Nyheter:  s. 21. https://arkivet.dn.se/tidning/1984-06-05/151/21. Läst 23 januari 2022.
14. ↑  ”Teater Giljotin”. Bli en dåre. Arkiverad från originalet den 26 juni 2015. https://web.archive.org/web/20150626104234/http://teatergiljotin.se/myportfolio/bli-en-dare-2011/. Läst 24 juni 2015.